# جيمس زد. ديفيس
جيمس زد. ديفيس (بالإنجليزية: James Z. Davis)‏ هو قاضي أمريكي، ولد في 16 ديسمبر 1943 في مدينة سولت ليك في الولايات المتحدة، وتوفي في 27 فبراير 2016.